# Le Colosse de Rome
Pour plus de détails, voir Fiche technique et Distribution.
Le Colosse de Rome (titre original : Il colosso di Roma) est un film franco-italien réalisé par Giorgio Ferroni sorti en 1964.

## Synopsis
Vers 500 av. J.-C., Rome se retrouve en état de siège. Après avoir été expulsé de la ville, Tarquin le Superbe décide de mener ses troupes vers la victoire. Mais le colosse de Rome n'a pas l'intention de céder son trône...

## Fiche technique
- Titre original : Il colosso di Roma
- Réalisation : Giorgio Ferroni, assisté de Giorgio Stegani
- Scénario : Antonio Visone et Remigio Del Grosso d'après une histoire d'Alberta Montanti
- Directeur de la photographie : Augusto Tiezzi
- Montage : Antonietta Zita
- Musique : Angelo Francesco Lavagnino
- Costumes : Elio Micheli
- Décors : Antonio Visone
- Pays de production :  Italie,  France
- Format :
- Genre : Film dramatique, Film d'aventure, Film d'action, Péplum
- Durée : 85 minutes
- Dates de sortie :
  - Italie : 25 juin 1964
  - France : 6 janvier 1965

## Distribution
- Gordon Scott (VF : Claude Joseph) : Caius Mucius Scaevola (VF : Muzio)
- Gabriella Pallotta  (VF : Claude Chantal) : Clelia
- Massimo Serato (VF : William Sabatier) : Tarquin (VF : Tarquinio)
- Gabriele Antonini (VF : Denis Savignat) : le prince Arunte
- Roldano Lupi (VF : Lucien Bryonne) : le roi Porsenna, père d'Arunte
- Philippe Hersent (VF : Raymond Loyer) : le consul Publicola
- Maria Pia Conte : Valeria, fille de Publicola
- Franco Fantasia : Claudio
- Fortunato Arena (VF : Pierre Collet) : Milone, lieutenant de Tarquin
- Bernard Farber  (VF : Marc de Georgi) : un lieutenant de Tarquin
- Nando Angelini : un officier étrusque
- Tullio Altamura (en) : un sénateur
- Gaetano Quartararo  (VF : Jean Violette) : le chef des gardes
- Antonio Corevi : le médecin étrusque
- Pietro Capanna : un soldat étrusque
- Gianni Baghino : un soldat étrusque
- Valerio Tordi  (VF : Fernand Fabre) : le serviteur de Muzio
- Attilio Dottesio  (VF : Fernand Fabre) : le grand prêtre
- Ettore Arena : un soldat